# Taczanowskia trilobata
Taczanowskia trilobata é uma espécie de aranha do gênero Taczanowskia.  
O holótipo original tem um comprimento total de 4,5 milímetros  .A espécie foi encontrada no Brasil,  sendo o holótipo foi encontrado perto da localidade de Mathan, uma cidade brasileira no estado do Pará.